# Stéphanie Dubois (basket-ball)
Pour l’article homonyme, voir Stéphanie Dubois.
Stéphanie Dubois, née le 18 juin 1983 à Vichy (Allier), est une joueuse française de basket-ball.

## Clubs
- 2000-2006: Stade Clermontois
- 2006-2010: Challes-les-Eaux Basket
- 2010-2012: Cavigal Nice Basket 06
- 2012-2013: Villeneuve-d'Ascq
- 2013- : Pays d'Aix Basket 13

## Palmarès
- Championne de France LF2 en 2011
- Championne de France UNSS en 2000 et 2001

## Sources et références
1. ↑  « Stéphanie Dubois », Ligue féminine de basket (consulté le 2 mai 2013)